# Agnes Grey
Agnes Grey es una novela escrita y publicada en 1847 por la autora inglesa Anne Brontë. La novela trata acerca de una institutriz del mismo nombre y está basada en las propias experiencias de Brontë en la materia. Fue, asimismo, la primera novela de la autora. De forma similar a la novela de su hermana, Jane Eyre, esta es una novela que señala la posición precaria que afrontaba una institutriz y cómo afectaba a una joven mujer.  
El novelista irlandés George Moore elogió Agnes Grey como la "narrativa en prosa más perfecta de las obras literarias inglesas".

## Argumento
La novela narra la historia de Agnes Grey, la hija de un pastor cuya familia cae en la miseria. Desesperada por ganar dinero para su propio mantenimiento, toma uno de los pocos trabajos disponibles para las damas respetables de la era victoriana, el de institutriz para los hijos de familias de clase alta. Al trabajar con dos familias diferentes (los Bloomfield y los Murray), se da cuenta de los problemas que enfrenta una joven mujer que debe intentar llevar las riendas de unos niños mimados e indisciplinados sólo para vivir de su trabajo. También se percata de la capacidad de la riqueza y el estatus para destruir valores sociales.